# Harris (eiland)
Harris (Schots-Gaelisch: Na Hearadh) wordt als een eiland van de Buiten-Hebriden in Schotland gezien, hoewel het in feite het zuidelijke deel van het eiland Lewis with Harris of Leòdhas agus na Hearadh uitmaakt.

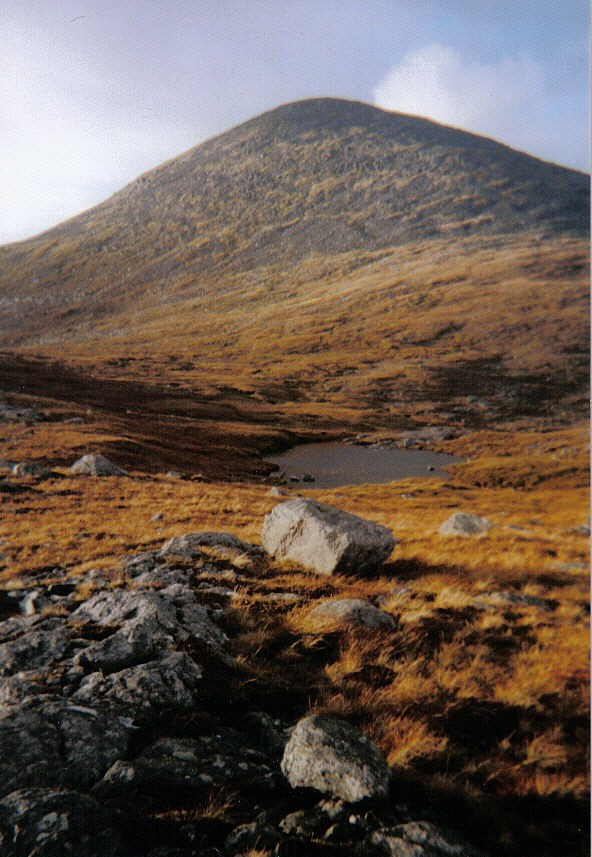
An Cliseam, de Clisham, met machair-landschap

In tegenstelling tot het sterker verstedelijkte Lewis, waar zich de hoofdstad van de Buiten-Hebriden, Steòrnabhagh (of Stornoway), bevindt, is in Harris nog overal de meerderheid Gaelisch-sprekend. Het schiereiland is het heuvelachtigste van de archipel, en bevat de hoogste top van de Buiten-Hebriden, de Clisham, die 799 meter meet. Daaromheen bevinden zich talloze andere heuvels, waartussen zompige plateaus met mossen en wilde bloemen liggen, die veelvuldig door kleine beekjes en lochs worden onderbroken; dit soort landschap heet machair, en er grazen doorgaans schapen op.

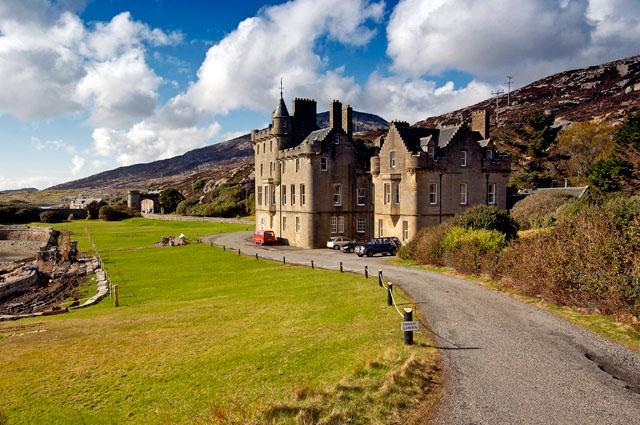
Kasteel Amhuinnsuidhe

Grofweg heeft Harris slechts twee wegen van betekenis: een weg die vanaf Rodel in het zuidoosten westwaarts rond Zuid-Harris slingert, en voorbij Leverburgh (An t-Ob) naar Tarbert (Tairbeart) leidt, om vervolgens door Lewis (of Leòdhas) tot Stornoway te gaan. Daarnaast is er nog een weg vanuit Tarbert tot het westelijke plaatsje Huisinis. Tarbert is de hoofdnederzetting; hier is een veerverbinding naar Uig op Skye. In het zuidelijke Leverburgh (naar Lord Leverhulme, die er in de jaren twintig van de twintigste eeuw de economie ondersteunde) is een verbinding met de zuidelijke Buiten-Hebriden, vanuit Otairnis op Berneray in North Uist.

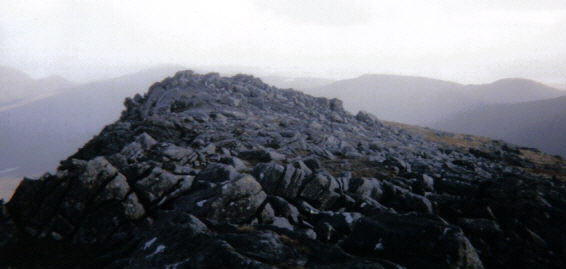
Top van de Clisham

Er bevindt zich een oude kerk in Rodel (Roghadal), en in West-Harris, richting Huisinis, staat het kasteel van Amhuinnsuidhe. Het eiland Taransay ligt in de baai tussen Zuid- en West-Harris.
Het eiland is vooral bekend om zijn tweednijverheid, het befaamde Harris-tweed.